# Bataille de Memel
Seconde Guerre mondiale
Batailles
Front de l’Est

Prémices :
- Campagne de Pologne
- Guerre d’Hiver

Guerre germano-soviétique :
- 1941 : L'invasion de l'URSS

- Opération Barbarossa

Front nord : 
- Guerre de Continuation
- Opération Silberfuchs
- Siège de Léningrad

Front central : 
- 2e bataille de Brest-Litovsk
- Bataille de Białystok–Minsk
- 1re bataille de Smolensk
- Bataille de Kiev

Front sud : 
- Siège d'Odessa
- Campagne de Crimée

- 1941-1942 : La contre-offensive soviétique

Front nord : 
- Poche de Demiansk
- Poche de Kholm

Front central : 
- Bataille de Moscou

Front sud : 
- Seconde bataille de Kharkov

- 1942-1943 : De Fall Blau à 3e Kharkov

Front nord : 
- Offensive de Siniavino
- Opération Iskra
- Bataille de Krasny Bor
- Opération Poliarnaïa Zvezda

Front central : 
- Opération Mars

Front sud : 
- Bataille du Caucase (opération Fall Blau)
- Bataille de Stalingrad
- Opération Uranus
- Opération Saturne
- Offensive d'Ostrogojsk-Rossoch
- Offensive de Voronej-Kastornoe
- Opération Gallop
- Opération Étoile
- Troisième bataille de Kharkov

- 1943-1944 : Libération de l'Ukraine et de la Biélorussie

Front central : 
- 2e bataille de Smolensk
- Opération Bagration

Front sud : 
- Bataille de Koursk
- Bataille du Dniepr
- Offensive Dniepr-Carpates
- Offensive de Crimée
- Offensive de Lvov-Sandomir

- 1944-1945 : Campagnes d'Europe centrale et d'Allemagne

Allemagne : 
- Offensive Vistule-Oder
- Offensive de Poméranie orientale
- Siège de Breslau
- Offensive de Prusse-Orientale
- Bataille de Königsberg
- Bataille de Seelow
- Bataille de Bautzen
- Bataille de Berlin
- Capitulation allemande

Front nord et Finlande : 
- Guerre de Laponie
- Offensive Leningrad-Novgorod
- Bataille de Narva

Europe orientale : 
- Opération Margarethe
- Insurrection de Varsovie
- Soulèvement national slovaque
- Opération Panzerfaust
- Bataille de Budapest
- Opération Frühlingserwachen
- Offensive de Vienne
- Insurrection de Prague
- Offensive de Prague
- Bataille de Slivice

Front d’Europe de l’Ouest

Campagnes d'Afrique, du Moyen-Orient et de Méditerranée

Bataille de l’Atlantique

Guerre du Pacifique

Guerre sino-japonaise

Théâtre américain
La bataille de Memel ou le  siège de Memel (allemand : Erste Kurlandschlacht) est une offensive des forces de l'Union soviétique menée en octobre 1944, sur le Front de l'Est pendant la Seconde Guerre mondiale. La bataille débute lorsque l'Armée rouge lance son « opération offensive Memel » (russe : Мемельская наступательная операция), celle-ci conduit à l'encerclement des forces allemandes restantes dans la région, à savoir la Lituanie et la Lettonie, dans une petite tête de pont à Klaipėda (Memel) et son port, menant à un siège de trois mois jusqu'à leur évacuation le 28 janvier 1945.

## Prélude
L'offensive d'été soviétique lancée le 22 juin 1944 aboutit à la quasi-destruction du groupe d'armées Centre et au large repli allemand de l'actuelle Biélorussie, de la majeure partie de l'actuelle Lituanie et d'une grande partie de la Pologne. En août et septembre suivants, une série de contre-offensives allemandes — opérations Doppelkopf et Casar — réussissent à bloquer l'avance soviétique et à maintenir la connexion entre les groupes de l'armée allemande, le Centre et le Nord ; cependant, la Stavka s'est préparée à une attaque du 1er front de la Baltique contre les positions de la 3. Panzerarmee et de là vers Memel, séparant les ainsi deux groupes d'armées.
Le général soviétique Bagramian avait prévu de lancer son attaque principale dans un secteur de 19 km à l’ouest de Šiauliai. Il y concentra jusqu'à la moitié de ses effectifs dans cette zone, utilisant des techniques de diversions pour éviter toute accumulation correspondante des forces allemandes, et tentant ainsi de convaincre le commandement allemand que l'axe principal de l'attaque serait dirigé vers Riga.

## Forces en présences

### Wehrmacht
- Diverses unités de la Kriegsmarine (navires amiraux : Lützow et du Prinz Eugen).
- Aile Nord de la 3e Panzerarmee (Général Erhard Raus) 
  - 28e corps d'armée (Général Hans Gollnick)
  - 40e corps de blindés (Général Sigfrid Henrici)

### Armée rouge
- 1er front de la Baltique (général Hovhannes Bagramian ) 
  - 5e armée blindée de la Garde (Général Vasily Volsky (en))
  - 43e armée (Lieutenant-général Afanasy Beloborodov (en))
  - 51e armée (Lieutenant-général Yakov Kreizer (en))
  - 4e armée de choc Vasily Volsky (en) (Lieutenant-général Pyotr Malyshev)
  - 6e armée de la Garde (Lieutenant-général Ivan Chistyakov)
- 3e front biélorusse
  - 39e armée (Lieutenant-général Ivan Lyudnikov)

## L'offensive
Le 5 octobre, Bagramian lance une l'offensive contre la 3. Panzerarmee de Raus sur un front de soixante kilomètres, concentrant ainsi sa force de percée sur la relativement faible 551e Volksgrenadier Division. Ce dernier s’effondre le premier jour et une tête de pont de 16 km est consolidée. Bagramian engage ensuite la 5e armée blindée de la Garde de Volsky dans la brèche, visant la côte au nord de Memel. Le 7 octobre, les positions de la 3e armée blindée allemande sont éventrées tendis que la 43e armée de Beloborodov pénètre plus au sud. En deux jours, il atteint la côte au sud de Memel, tandis que Volsky encercle la ville par le nord. Au sud, le flanc nord du 3e front biélorusse de Chernyakhovsky avance sur Tilsit. La 5e armée blindée envahit le quartier général de la 3e armée de Panzer, Raus et son état-major devant se frayer un chemin jusqu'à Memel.
Le 9 octobre, le commandant du groupe d'armées voisin, Ferdinand Schoerner, avait annoncé qu'il lancerait une attaque pour libérer Memel si les troupes pouvaient être libérées en évacuant Riga. Une décision à ce sujet a été retardée, mais la Kriegsmarine a réussi à retirer une grande partie de la garnison et de certains civils du port entre-temps. Le XXVIIIe Corps allemand de Gollnick parvient à organiser une ligne de défense autour de la ville elle-même.
Le succès de l'offensive dans le secteur nord incite le commandement soviétique à autoriser le 3e front biélorusse à tenter une percée dans la région principale de la province de Prusse-Orientale. Cette opération, l'opération Gumbinnen, se heurte à une résistance extrêmement forte de la part des Allemands, ce qui provoque son interruption quelques jours après avoir été lancée.

## Le siège
L’arrêt de l’opération Gumbinnen signifie que les forces soviétiques (principalement de la 43e armée) imposent un blocus terrestre aux troupes allemandes s’étant retirées à Memel. La force allemande, composée en grande partie d'éléments des divisions de Großdeutschland de la 58e division d'infanterie et de la 7e division de Panzer, est aidée par des défenses tactiques fortement renforcées, des tirs d'artillerie de navires (notamment les Lützow et Prinz Eugen) dans la Baltique et une connexion tenue avec le reste de la Prusse-Orientale sur l'isthme de Courlande. Une opération de dégagement est prévue, l’opération Geier, puis abandonnée.
Le blocus et la défense sont maintenus jusqu'en novembre, décembre et une grande partie de janvier, période au cours de laquelle les civils qui s'étaient enfuis dans la ville et les blessés de l'armée ont été évacués par voie maritime. Lors du blocus, la Großdeutschland et la 7e division de Panzer s'étaient retirées après avoir subi de lourdes pertes, et ont été remplacées par la 95e division d'infanterie, arrivée par voie maritime.
La ville est finalement abandonnée le 27 janvier 1945. Le succès de l'offensive soviétique de la Prusse orientale au sud complique la position de la tête de pont et il est décidé de retirer le XXVIIIe Korps de la ville en Sambie afin de participer à la défense ; les troupes restantes des 95e et 58e divisions d'infanterie sont évacuées vers l'isthme de Courlande, où la 58e joue le rôle d'arrière-garde pour le retrait. Les dernières unités allemandes organisées partent à 4 h du matin le 28 janvier, les unités soviétiques prenant possession du port quelques heures plus tard.

## Conséquences
Memel, qui ne faisait partie de la Lituanie que de 1923 à 1939 avant d'être réincorporée à l'Allemagne, fut transféré à la RSS de Lituanie sous l'administration soviétique. En 1947, elle fut officiellement renommée sous le nom lituanien Klaipėda.